# George G. Gilbert

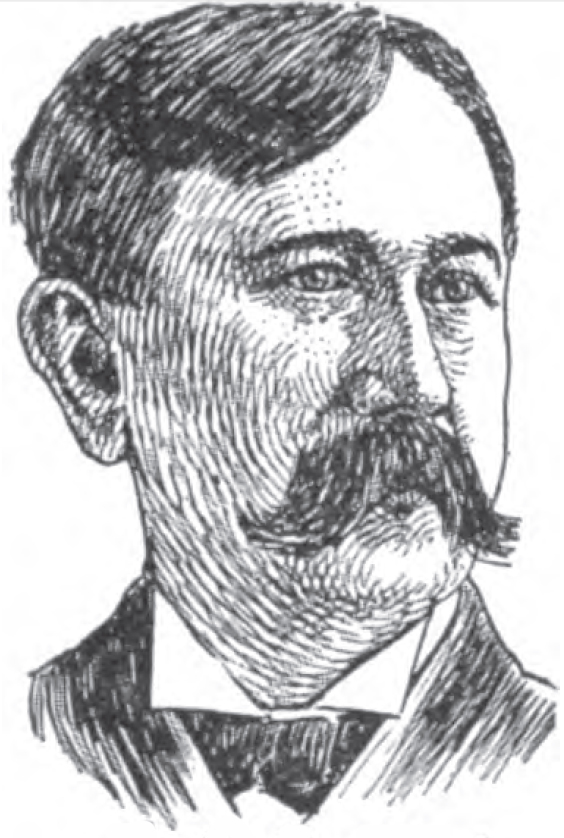
George G. Gilbert

George Gilmore Gilbert (* 24. Dezember 1849 in Taylorsville, Kentucky; † 9. November 1909 in Louisville, Kentucky) war ein US-amerikanischer Politiker. Zwischen 1899 und 1907 vertrat er den Bundesstaat Kentucky im US-Repräsentantenhaus.

## Werdegang
George Gilbert besuchte die öffentlichen Schulen seiner Heimat und dann bis 1869 das Cecilian College sowie das Lyndland Institute. Danach arbeitete er für einige Zeit als Lehrer. Nach einem anschließenden Jurastudium an der University of Louisville und seiner 1873 erfolgten Zulassung als Rechtsanwalt begann er in Taylorsville in diesem Beruf zu praktizieren. Zwischen 1876 und 1880 war er Staatsanwalt im Spencer County.
Politisch wurde Gilbert Mitglied der Demokratischen Partei. Von 1885 bis 1889 saß er im Senat von Kentucky. Im Juli 1896 war er Delegierter zur Democratic National Convention in Chicago, auf der William Jennings Bryan erstmals als Präsidentschaftskandidat nominiert wurde. Bei den Kongresswahlen des Jahres 1898 wurde Gilbert im achten Wahlbezirk von Kentucky in das US-Repräsentantenhaus in Washington, D.C. gewählt, wo er am 4. März 1899 die Nachfolge des Republikaners George M. Davison antrat. Nach drei Wiederwahlen konnte er bis zum 3. März 1907 vier Legislaturperioden im Kongress absolvieren.
1906 verzichtete er auf eine erneute Kandidatur. In den folgenden Jahren bis zu seinem Tod arbeitete George Gilbert wieder als Anwalt. Er starb am 9. November 1909 in Louisville. Sein Sohn Ralph Waldo Emerson Gilbert (1882–1939) vertrat den Staat Kentucky zwischen 1921 und 1933 zwei Mal im Kongress.